# (5417) Solovaya
(5417) Solovaya es un asteroide perteneciente al cinturón de asteroides, descubierto el 24 de agosto de 1981 por Ladislav Brožek desde el Observatorio Kleť, České Budějovice, República Checa.

## Designación y nombre
Designado provisionalmente como 1981 QT. Fue nombrado Solovaya en honor a Nina A. Solovaya astrónoma del departamento de mecánica celeste del Instituto Astronómico del Estado de Sternberg en Moscú. Especializada en métodos analíticos y cualitativos de mecánica celeste, especialmente el problema de los tres cuerpos. Ha aplicado los resultados a los sistemas de triple estrella, a los satélites planetarios y a los asteroides en la parte exterior del cinturón principal.

## Características orbitales
Solovaya está situado a una distancia media del Sol de 2,297 ua, pudiendo alejarse hasta 2,604 ua y acercarse hasta 1,990 ua. Su excentricidad es 0,133 y la inclinación orbital 1,464 grados. Emplea 1272,22 días en completar una órbita alrededor del Sol.

## Características físicas
La magnitud absoluta de Solovaya es 13,6.